# Углянська сільська територіальна громада
Углянська сільська громада — територіальна громада в Україні, у Тячівському районі Закарпатській області. Адміністративний центр — село Угля.
Площа громади —  км², населення —  мешканців (2020).
Утворена 12 червня 2020 року шляхом об'єднання Углянської, Великоугольської і Колодненської сільських рад Тячівського району.

## Населені пункти
До складу громади входять 6 сіл:
- с. Бобове
- с. Велика Уголька
- с. Груники
- с. Колодне
- с. Мала Уголька
- с. Угля